# Клин (Самарская область)
Клин — посёлок в Исаклинском районе Самарской области в составе сельского поселения Ключи.

## География
Находится на левом берегу реки Большой Суруш на расстоянии примерно 8 километров по прямой на северо-северо-запад от районного центра села Исаклы.

## Население
Постоянное население составляло 28 человек (русские 53 %, украинцы 28 %) в 2002 году, 25 в 2010 году.